# 水島司
水島 司（みずしま つかさ、1952年〈昭和27年〉8月 - ）は、日本のアジア史学者、経済史。東京大学名誉教授。放送大学客員教授。博士（文学）（東京大学 1992年）。史学会理事長。

## 略歴
- 富山県立富山中部高等学校卒業
- 1976年（昭和51年）3月 - 東京大学文学部卒業（東洋史学専修課程）
- 1979年（昭和54年）3月 - 東京大学大学院人文科学研究科修士課程修了
- 1979年（昭和59年）4月 - 東京外国語大学アジア・アフリカ言語文化研究所助手
- 1988年（昭和63年）4月 - 東京外国語大学アジア・アフリカ言語文化研究所助教授
- 1995年（平成7年）4月 - 東京外国語大学アジア・アフリカ言語文化研究所教授
- 1997年（平成9年）10月 - 東京大学大学院人文社会系研究科教授。2018年（平成30年）定年退任、名誉教授。
- 2009年（平成21年）6月 - 史学会理事長（2010年5月まで。2016年〈平成28年〉6月からは評議員）[1]

## 著作

### 単著
- 『マレーシア』河出書房新社〈暮らしがわかるアジア読本〉、1993年
- 『前近代南インドの社会構造と社会空間』東京大学出版会、2007年
- 『グローバル・ヒストリー入門』山川出版社、2010年
- 『インド・から』山川出版社、2010年
- 『一冊でわかるインド史』河出書房新社〈世界と日本がわかる 国ぐにの歴史〉、2021年

### 共著
- 『世界の歴史14 : ムガル帝国から英領インドへ』佐藤正哲・中里成章 共著、中央公論社、1998年 / 中公文庫、2009年

### 編著
- 『アジア祝祭カレンダー 1990年』平凡社、1989年12月
- 『グローバル・ヒストリーの挑戦』山川出版社、2008年8月
- 『環境に挑む歴史学』勉誠社、2016年10月

### 共編著
- 『現代南アジア6 : 世界システムとネットワーク』秋田茂 共編、東京大学出版会、2003年
- 『地域研究のためのGIS』柴山守 共編、古今書院、2009年
- 『アジア経済史研究入門』加藤博・久保亨・島田竜登 共編、名古屋大学出版会、2015年